# 八草本線料金所
八草本線料金所（やくさほんせんりょうきんじょ）とは、愛知県豊田市にある猿投グリーンロードの本線料金所である。

## 料金所施設
ブース数：6

### 力石IC方面（足助町方向）
- レーン数：3
  - ETC専用：1
  - 一般：2

### 八草IC方面（名古屋市方向）
- レーン数：3
  - ETC専用：1
  - 一般：2

## 隣
猿投グリーンロード
八草IC - 八草東IC - 八草本線料金所 - 加納IC